# Jonathan Sweet
Jonathan Sweet (* 21. August 1973 in Melbourne) ist ein ehemaliger australischer Freestyle-Skier. Er war auf die Disziplin Aerials (Springen) spezialisiert.

## Werdegang
Sweet startete im Januar 1994 in Blackcomb erstmals im Freestyle-Skiing-Weltcup und errang dabei den 44. Platz. In der Saison 1994/95 erreichte er mit dem Plätzen neun und sieben seine ersten Top-Zehn-Platzierungen im Weltcup und sprang bei den Weltmeisterschaften 1995 in La Clusaz auf den 19. Platz. In der folgenden Saison kam er in Tignes mit dem dritten Platz erstmals aufs Podest und zum Saisonende auf den 33. Platz im Gesamtweltcup sowie auf den 13. Rang im Aerials-Weltcup und in der Saison 1996/97 mit zwei Top-Zehn-Platzierungen auf den 16. Platz im Aerials-Weltcup. Bei den Weltmeisterschaften 1997 im Iizuna Kōgen Sukī-jō erreichte er den 15. Platz. In der Saison 1997/98 errang er in Blackcomb nochmals den dritten Platz und sprang auf den 36. Platz im Gesamtweltcup sowie auf den 13. Rang im Aerials-Weltcup. Letztmals international startete er bei den Olympischen Winterspielen 1998 in Nagano, wobei er den 25. Platz belegte.

## Erfolge

### Olympische Spiele
- 1998 Nagano: 25. Platz Aerials

### Weltmeisterschaften
- 1995 La Clusaz: 19. Platz Aerials
- 1997 Iizuna Kōgen: 15. Platz Aerials

### Weltcupwertungen
Sweet nahm an 41 Weltcups teil und erreichte 11 Top-Zehn-Platzierungen sowie zwei Podestplatzierungen.
| Saison  | Gesamt | Gesamt | Aerials | Aerials |
| Saison  | Punkte | Platz  | Punkte  | Platz   |
| ------- | ------ | ------ | ------- | ------- |
| 1993/94 | -      | -      | 4       | 49.     |
| 1994/95 | 31     | 63.    | 248     | 24.     |
| 1995/96 | 63     | 33.    | 568     | 13.     |
| 1996/97 | 48     | 44.    | 388     | 16.     |
| 1997/98 | 59     | 36.    | 352     | 13.     |